# Strakáč březový
Strakáč březový (Endromis versicolora) je středně velký noční motýl, jediný zástupce čeledi strakáčovitých. Je rozšířen v České i Slovenské republice, jeho housenky se živí listím listnatých stromů (zejména bříz). Patří mezi první motýly, kteří na jaře vyletují, není však hojný a jeho počty se dále snižují, jak mizí přirozený biotop strakáče – souvislé březové porosty, které jsou činností člověka ničeny a nahrazovány kulturními lesy. Kvůli své ekologické zranitelnosti byl zařazen do Červeného seznamu bezobratlých ČR (2017) jakožto zranitelný druh.

## Rozšíření
Jedná se v zásadě o palearktický druh. Vyskytuje se na většině evropského kontinentu s výjimkou nejjižnějších oblastí. Na východě zasahuje areál rozšíření až na Sibiř.

Vyhledává jednodruhové i smíšené březové háje a lesy od nížin přes pahorkatiny až k podhůří vysokých hor. Vyskytuje se i na rašeliništích a vřesovištích, rostou-li zde břízy.

## Popis

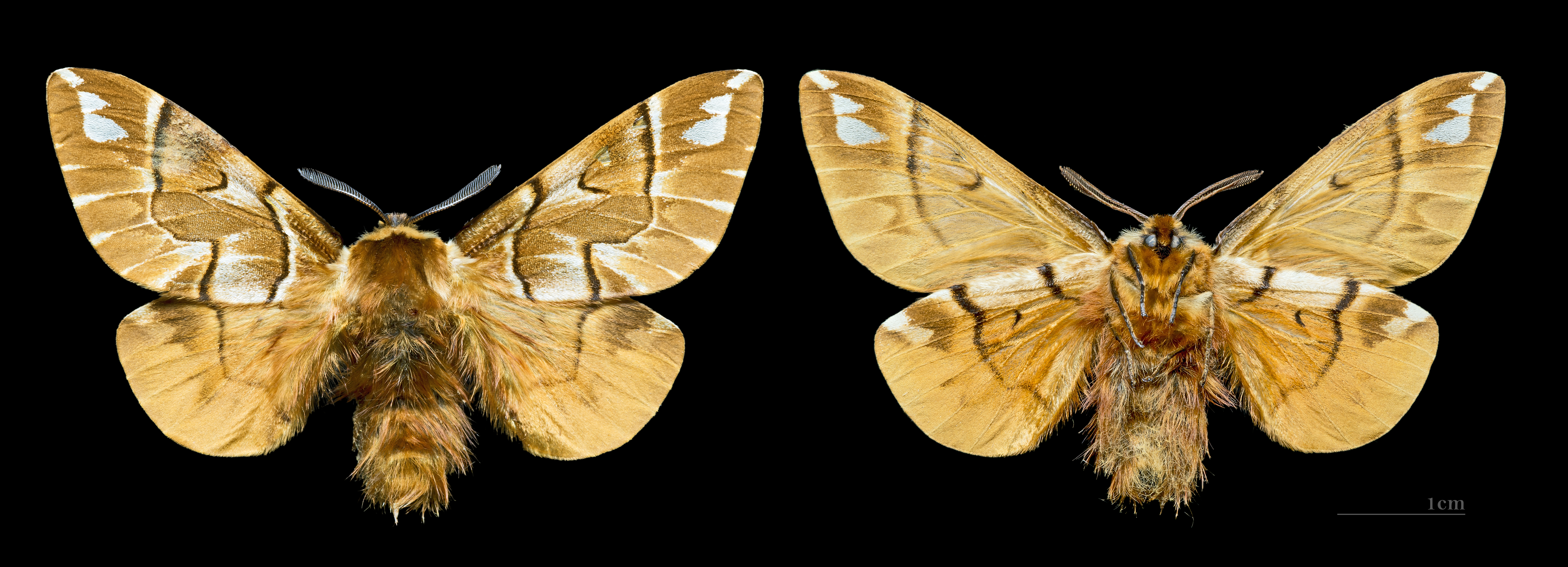
Sbírkový exemplář (samec)
(svrchní a spodní pohled)

Sbírkový exemplář (samice)
(svrchní a spodní pohled)

Mapa rozšíření strakáče březového v Evropě (2007)

Samci a samice dospělců se od sebe liší velikostí a do jisté míry i zbarvením. Přední křídlo je u samců dlouhé 25–30 mm, u samic je to až 40 mm. Základní barvou předních křídel je skořicově hnědá, na jejímž podkladu jsou bělavé skvrny. Přes křídlo se táhnou dvě příčné černobílé pásky, z nichž vnější je dvakrát pravoúhle zalomená. Mezi nimi lze zhruba uprostřed nalézt krátkou, ale výraznou, zalomenou černou skvrnu na diskoidální žilce. V předním rohu jsou vždy tři bílé trojúhelníkové skvrny. Zadní křídla jsou rezavě hnědá se dvěma černými příčkami, někdy neúplnými. Hruď je hnědá a chlupatá, stejně tak i zadeček.
Samička je všeobecně světlejší než sameček, v kresbě má – někdy i výrazně – větší podíl bílé barvy a zadeček má spíše šedohnědý. Dalším rozdílem mezi pohlavími jsou tykadla, která jsou u samic nitkovitá, u samců hřebenitá.
Vajíčka jsou zelená, s blížícím se líhnutím šednou.
Housenky v průběhu svého vývoje třikrát mění vzhled: nejmladší housenky jsou černé, řídce ochlupené. Od druhého instaru ochlupení ztrácejí a mění barvu na zelenou, která jim zůstává po většinu života. Hřbet je bělavý a po stranách těla jsou na jednotlivých článcích bělavé, šikmé pruhy, podobně jako u housenek některých lišajů. Spodina a boky těla jsou jemně černě kropenaté a na posledním článku je hrotitý hrbolek. Před kuklením se barva housenek mění naposledy, a to na rudohnědou. Tou dobou měří housenky 5–6 cm.
Kukla je uložena v pevném podzemním zámotku, má tmavohnědou až černou barvu.

## Bionomie

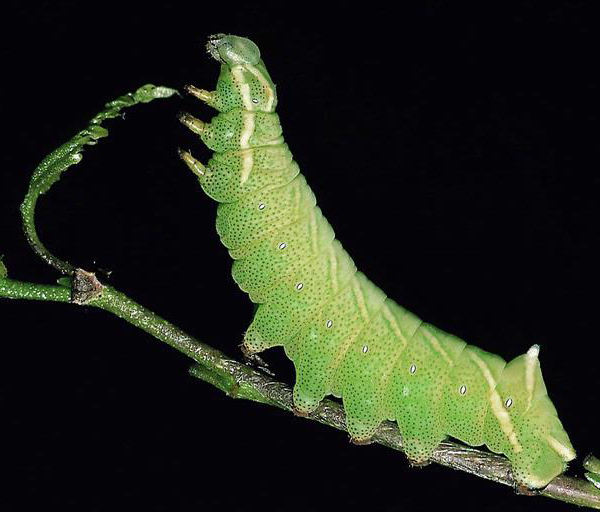
Housenka strakáče březového

Motýli létají v jediné generaci, v teplých letech už koncem února, pravidelně pak v březnu a dubnu, ve vyšších polohách až do května. Samci jsou aktivnější, za slunných dní poletují a vyhledávají samičky, které čekají usazené na kmenech nebo v korunách stromů. V noci jsou aktivní obě pohlaví, často přilétají k umělým zdrojům světla. Dospělci během života nepřijímají potravu. Oplodněné samičky kladou vajíčka po skupinkách (zpravidla v řádcích) na tenké větvičky živných rostlin, kterými jsou listnaté stromy, zejména bříza, ale také lípa, líska, olše a habr.
Stádium housenky trvá přibližně pět týdnů, v přírodě se housenky vyskytují od května do července. V prvních fázích vývoje žijí pospolitě v "hnízdech", podobně jako např. housenky baboček, později se rozlézají a žijí jednotlivě. Před kuklením mění barvu (viz výše), slézají ze stromu a kuklí se na povrchu či mělce pod povrchem země v pevném zámotku, do kterého zapřádají i předměty z okolí.
Kukla je přezimujícím stádiem; na jaře před kuklením se vysouvá ze zámotku. Stává se, že kukly přeleží i dva nebo tři roky, než se vylíhnou.